# Jeff Barry
Jeff Barry, geboren als Joel Adelberg (New York, 3 april 1938), is een Amerikaanse zanger, componist, songwriter en muziekproducent.

## De beginjaren
Met de door Jeff Barry alleen gecomponeerde en in januari 1960 door Sam Cooke opgenomen ballade Teenage Sonata bleef Cooke vervolgens in het gebruikelijke middelste hitparade-niveau (50e plaats, VS-pophitlijst; 22e plaats r&b-hitlijst). Echter zijn volgende compositie, ditmaal samen geschreven met Ben Raleigh en verschenen in juni 1960, bereikte de 7e plaats met de song Tell Laura I Love Her van Ray Peterson. Gene McDaniels nam in januari 1961 het nummer Chip Chip op, geschreven door Barry en Artie Resnick, dat de 10e plaats bereikte. Er volgde voor Linda Scott I Left My Heart in the Balcony (september 1962). Barry's tot nu toe beste klassering werd eerder echter in de Britse hitlijst genoteerd met Tell Me What He Said (1962) van Helen Shapiro. Daar was voorheen in augustus 1960 een coverversie van de song Tell Laura I Love Her van Ricky Valance op de 1e plaats beland. In juli 1962 schreef Ellie Greenwich haar eerste song voor Jay & the Americans met This Is It, die evenwel de hitlijst niet bereikte.

## Carrière
In 1962 ontmoette Barry Ellie Greenwich, met wie hij op 28 oktober 1962 in het huwelijk trad. Om met zijn vrouw ook als auteursteam te kunnen samenwerken, wisselde Barry naar de muziekuitgeverij Trio Music Publishing, dat toebehoorde aan het auteursteam Jerry Leiber & Mike Stoller, waar ook zijn vrouw werkte. De eerste gezamenlijk geschreven hit was Da Doo Ron Ron (april 1963, 3e plaats) van The Crystals. Het auteursduo werd nu een van de belangrijkste auteursteams bij Philles Records van Phil Spector. Daar werden hun composities in Spectors Wall of Sound-producties omgezet. Zo ontstonden miljoenensellers als Then He Kissed Me (augustus 1963) van The Crystals, Be My Baby (augustus 1963) van The Ronettes en de song Leader of the pack (september 1964) van The Shangri-Las, de succesvolste hit van het label. In totaal schreef het auteursechtpaar 16 songs voor Philles Records, waaronder de oorspronkelijke versie van de klassieker River Deep, Mountain High (mei 1966) van Ike & Tina Turner, die later meermaals werd gecoverd door andere artiesten.
Ondertussen had het echtpaar onder het pseudoniem The Raindrops de eerste gezamenlijke composities zelf gezongen, namelijk What a Guy (april 1963) en als volgende single Hanky Panky (B-kant, november 1963). Een vroege punk-versie van Tommy James & the Shondells behaalde in juni 1966 de 1e plaats. Verdere tophits voor andere labels ontstonden met Chapel of Love (mei 1964) van The Dixie Cups en Do Wah Diddy Diddy (juli 1964) van Manfred Mann. Laatstgenoemde werd de transatlantische nummer 1 en de succesvolste song van de Britse band überhaupt. Weliswaar betrof het hier een cover van het Amerikaanse kwartet The Exciters, die hiermee echter in januari 1964 geen succes hadden. Ook talrijke minder goed geklasseerde composities ontstonden in dit stadium. In oktober 1965 werd het huwelijk tussen Barry en Greenwich ontbonden, maar beroepsmatig werkten ze wel nog samen.
Het echtpaar telde als de ontdekker van Neil Diamond, die aan het begin van 1966 in het Brill Building als songwriter niet echt tot zijn recht kwam. Ze bemiddelden hen aan Bert Berns, die net zijn platenlabel Bang Records had opgericht en die Neil Diamond een platencontract aanbood. Daar kreeg hij de gelegenheid om een van zijn eerste composities, I'm a Believer, dat door The Monkees tot een superhit werd verheven, zelf te zingen. Het nummer kwam voor op Diamonds tweede zelfgezongen lp Just For You (juli 1967), geproduceerd door Barry/Greenwich. Zijn eerste lp The Feel of Neil Diamond (augustus 1966) bevatte Diamonds versie van Hanky Panky, dat reeds door Tommy James & the Shondells tot een hit werd gemaakt.
In juli 1969 creëerde Barry samen met Andy Kim de song Sugar Sugar, die door de tekenfilm-sessiemuzikanten The Archies tot een transatlantische nummer 1-hit werden gezongen en waarvan wereldwijd meer dan zes miljoen exemplaren werden verkocht en die uitgroeide tot de hymne van de bubblegum-muziekgolf. Barry schreef voor Bobby Bloom de met een Caribisch karakter voorziene song Montego Bay (september 1970). Samen met deze zanger ontstond het gospelachtige Heavy Makes You Happy (december 1970) van The Staple Singers. De samenwerking met Peter Allen resulteerde in het romantische I Honestly Love You (augustus 1974) van Olivia Newton-John, dat de tophit-status kreeg (2 miljoen verkochte exemplaren). Tijdens deze periode schreef Barry ook enkele countrysongs, waaronder Out of Hand (1974) voor Gary Stewart, Saying Hello, Saying I Love You, Saying Goodbey (december 1976) voor Jim Ed Brown, Lie to You For Your Love (oktober 1985) voor The Bellamy Brothers, allemaal goed voor de top 5 van de C&W-hitlijst.
Ellie concentreerde zich tijdens de jaren 1970 op het componeren van melodieën voor reclamespots en schreef voor Elkie Brooks Sunshine After The Rain (augustus 1977), terwijl Jeff zich terloops tot een van de gevraagde componisten voor titelsongs voor tv-shows ontwikkelde. In mei 1991 werden beiden in de Songwriters Hall of Fame opgenomen.

## Hitstatistieken
Volgens Broadcast Music Incorporated zijn daar in totaal 703 songs voor Jeff Barry en 215 voor Ellie Greenwich geregistreerd. Van hun songs hadden zich wereldwijd rond 40 miljoen exemplaren verkocht. Beiden, samen of gescheiden, kregen talrijke onderscheidingen. Barry kreeg in totaal 15 BMI Awards voor zijn composities en in 1988 de BMI TV Award voor de muziek voor de tv-serie Family Ties. Samen hadden ze met hun songs 25 gouden en platina platen opgenomen.
De Rolling Stone plaatsten Barry en Greenwich in 2015 op de 19e plaats van de 100 beste songwriters aller tijden.
- Bibsys: 3030047
- Biblioteca Nacional de España: XX882793
- Bibliothèque nationale de France: cb14823424b (data)
- Gemeinsame Normdatei: 13432188X
- International Standard Name Identifier: 0000 0000 8103 961X
- Library of Congress Control Number: no2014000731
- Nationale Bibliotheek van Letland: 000079340
- MusicBrainz: 0e21491a-18a5-40d9-a68c-a651a0fda689
- Bibliotheek van het Japanse parlement: 001171879
- Nationale Bibliotheek van Tsjechië: xx0126950
- Nationale bibliotheek van Australië: 35508646
- Nationale Bibliotheek van Israël: 987007452003505171
- Nationale Bibliotheek van Polen: a0000002671618
- Nationale en Universitaire bibliotheek Zagreb: 000047977
- Nederlandse Thesaurus van Auteursnamen: 070804494
- SNAC: w64f1xx6
- Trove: 978666
- Virtual International Authority File: 24867250